# Snarki
Snarki – wieś w Polsce położona w województwie mazowieckim, w powiecie przysuskim, w gminie Gielniów. Wieś ma status sołectwa. Leży przy drodze wojewódzkiej nr 728. 
W latach 1975–1998 miejscowość administracyjnie należała do województwa radomskiego.
| Rok  | Mieszkańcy ogółem | Kobiety | Mężczyźni |
| ---- | ----------------- | ------- | --------- |
| 1998 | 307               | 156     | 151       |
| 2002 | 338               | 173     | 165       |
| 2009 | 342               | 177     | 165       |
| 2011 | 332               | 167     | 165       |
| 2021 | 319               | 159     | 160       |

Wierni Kościoła rzymskokatolickiego należą do parafii bł. Władysława z Gielniowa w Gielniowie.